# Jefferson Hills
Jefferson Hills ist eine Gemeinde (Borough) im Allegheny County im US-Bundesstaat Pennsylvania. Das U.S. Census Bureau hat bei der Volkszählung 2020 eine Einwohnerzahl von 12.424 ermittelt. Sie ist Teil der Metropolregion Pittsburgh.

## Geschichte
Jefferson Hills wurde am 22. Januar 1828 als Jefferson Township gegründet und ist nach Thomas Jefferson benannt. 1950 wurde es zu einem Borough. 1998 wurde die Siedlung in Jefferson Hills umbenannt.

## Demografie
Nach einer Schätzung von 2019 leben in Jefferson Hills 11.006 Menschen. Die Bevölkerung teilt sich im selben Jahr auf in 94,6 % Weiße, 1,9 % Afroamerikaner, 3,0 % Asiaten und 0,5 % mit zwei oder mehr Ethnizitäten. Hispanics oder Latinos aller Ethnien machten 0,3 % der Bevölkerung aus. Das mittlere Haushaltseinkommen lag bei 93.140 US-Dollar und die Armutsquote bei 3,4 %.

## Söhne und Töchter des Ortes
- Chase Winovich (* 1995), Footballspieler